# 原田彰俊
原田 彰俊（はらだ としあき、1919年（大正8年）10月25日 - 没年不明）は、日本の医師、政治家。東京都保谷市（現・西東京市）長（3期）。

## 来歴
広島県出身。1945年金沢医科大学を卒業。卒業後は福島県伊達郡霊山村（のち霊山町、現在の伊達市）にある大東学園霊山村分園に勤務し、同村で開業を始めた。1950年東京都北多摩郡保谷町に移り、開業した。1952年保谷町教育委員に当選。1957年に保谷町長に当選した。町長時代には町の人口増加に伴い、中原地区に出張所や小学校を設置、上水道の建設、保育園の増設などに尽力した。1967年に保谷町は市制施行により保谷市となり、都市計画の決定、市役所新庁舎の落成があった。1968年収賄で逮捕されて辞職。